# Mahaut Drama
Pour les articles homonymes, voir Drama.
Mahaut Drama, née le 11 novembre 1994, est une humoriste, journaliste et romancière française. Elle apparaît sur scène, à la radio et à la télévision.

## Biographie

### Formation
Mahaut Drama est née dans une famille bourgeoise. Sa mère est architecte. 
Elle débute en filière histoire et prépa sciences politiques à l'Institut Catholique de Paris en 2012 avant de rentrer à l'Institut français de presse pour y se former au journalisme. Elle écrit en parallèle des articles et caricatures pour la Revue Regain et des piges de critique culturelle et des interviews pour webmag.TV. Elle commence dans des comedy clubs à Paris, en 2017, avant de créer le Comedy love (première scène queer et féministe) en 2018.

### Journaliste
Mahaut Drama commence sa vie professionnelle comme journaliste chez LCI en 2019. Elle devient ensuite pigiste chez Voici.

#### Humoriste à la radio
En 2020, Mahaut Drama se tourne vers la radio et, repérée par Marie Bonnisseau, devient chroniqueuse du Toast de Mahaut pour la radio indépendante Radio Nova. Elle se fait progressivement une place dans le milieu. Tout d'abord sous le nom de Mahaut Lou, puis de Mahaut Drama.
À partir du printemps 2023 et jusqu'à l'arrêt de l'émission, elle intervient sur France Inter dans l'émission C'est encore nous ! (devenue Le Grand Dimanche soir en 2023) de Charline Vanhoenacker, où elle tient la « Chronique de Mahaut. La drama Queen débarque sur France Inter ».

#### Humoriste à la télé
À partir de février 2023, elle chronique pour Téva dans l'émission Piquantes de Nicole Ferroni, comme sa collègue humoriste Tahnee.
Elle devient chroniqueuse pour l'émission Quotidien à partir de mars 2024. Elle est ensuite au coeur du documentaire "corps sans complexe" produit par Bangumi et diffusé en juin 2024 sur la chaîne TMC.

#### Vers une carrière dans le podcast
Mahaut Drama réalise également des podcasts.
Elle lance « Mahaut 2022 » au moment de la course à l'élection présidentielle 2022, afin d'analyser les programmes des différents candidats. Elle réalise pour Acast l'épisode de podcast « Stand-up et journalisme politique en podcast » le 6 avril 2022.
Cette même année, elle devient aussi co-animatrice avec Audrey Couppé de Kermadec et Coumbis Hope Lowie du podcast « Les Mains dans la pop » de la société Nouvelles Écoutes, analysant les dernières actualités de la pop culture.

#### Romancière
En 2025, elle publie son premier roman décrit comme une autofiction et intitulé Que Jeunesse se passe aux éditions Robert Laffont.

## Polémiques

### Appel à la lutte armée contre l'extrême droite
En mars 2024, lors d’un débat intitulé « Comment lutter contre l’extrême droite ? » organisé par Mediapart, l’humoriste évoque, à propos d’une possible victoire de Marine Le Pen, la possibilité d'une révolution armée. À la suite de ces déclarations, la députée RN Laure Lavalette annonce saisir « le procureur de la République sur le fondement de l’article 40 du code de procédure pénale »,. Mahaut dénonce, elle, les nombreuses menaces de mort et de viol reçues à la suite de cette polémique.

## Stand-up
Mahaut Drama débute le stand-up en 2017, notamment au Stand-up Comedy Club en scène ouverte. Ses sujets de prédilection traitent de l'actualité politique, de féminisme et de thèmes LGBTQ+.
Une de ses premières apparitions dans les médias est sur la chaîne Youtube de Camille Lorente, dite QueenCamille, dans son épisode « Tu ne sais pas tout sur la contraception » de ses vidéos La Boîte à Q (45 000 vues en 2023). Elle apparaît aussi dans le documentaire Stand-up vie de France TV, qui suit 5 jeunes humoristes et dont elle est la seule femme,.

### LeComédie Love
En 2018, elle co-crée son premier plateau de stand-up « bienveillant et solidaire », le Comédie Love, avec les humoristes Tahnee et Lucie Carbone. Elles poursuivent ces soirées en 2021 sur la péniche de La Nouvelle Seine, dont les dons sont remis à diverses associations solidaires et queer. Le collectif est depuis rejoint par Noam Sinseau et Lou Trotignon.

### Le spectacleDrama Queen
En 2019, elle crée la première version de son spectacle Drama Queen à la petite loge. En 2022, elle le joue au théâtre L'Autre Carnot, où elle est repérée par le producteur Philippe Delmas. Elle enchaine en septembre 2022 une saison complète dans son théâtre à Paris, l'Apollo, avant une autre saison à guichet fermé à la nouvelle Seine (2023/2024). Son spectacle se joue à partir de septembre 2024 à l'Européen.
Son spectacle Drama Queen rencontre un succès critique et commercial,.
Au printemps 2023, elle joue des extraits de son spectacle dans différents grands spectacles parisiens. En mai, elle partage la scène de Voici avec un magicien. Elle rejoint également une des représentations mensuelles du Cabaret de Poussière au Zèbre de Belleville, présenté par son collègue de Radio Nova Martin Dust.
Puis en 2023, elle débute sa tournée française en passant à Avignon, à Lyon, à Lille, puis à Marseille en septembre. En 2024, elle étend sa tournée en se produisant à Aix-en-Provence et à Clermont-Ferrand,.

### Une influenceuse drama
En 2024, Mahaut Drama est suivie par plus de 20 000 personnes sur Tik Tok et plus de 100 000 personnes sur Instagram. Elle crée sa chaîne YouTube avec ses stand-ups à France Inter en décembre 2023. Le 23 octobre, elle est invitée à parler de son spectacle sur TF1.